# بور دبليو. جونز
بور دبليو. جونز (بالإنجليزية: Burr W. Jones)‏ هو قاضي ومحامي وسياسي أمريكي، ولد في 9 مارس 1846 بيونيون، مقاطعة روك في الولايات المتحدة، وتوفي في 7 يناير 1935 بماديسون في الولايات المتحدة. حزبياً، نشط في الحزب الديمقراطي. انتخب عضو مجلس النواب الأمريكي.